# Махар, Йозеф Сватоплук
Йозеф Сватоплук Ма́хар (чеш. Josef Svatopluk Machar) — чешский поэт, писатель, публицист, политик.

## Биография
Родился в городе Колин в 1864 году. Окончил среднюю школу в Праге в 1886 году. Тогда же поступил на военную службу, где находился до 1889 года. После освобождения из армии в 1891 году перебрался в Вену, где работал до 1914-го чиновником земельно-кредитного учреждения. Во время пребывания в Вене подружился с лидером чешских патриотов Томашем Масариком.
В то же время стал известным в качестве поэта, представителя Чешского модерна, был одним из теоретиков поколения 1890-х годов. В 1895 году становится одним из авторов «Манифеста чешского модерна», который осуждал феодально-монархическое государство.
Во время Первой мировой войны принимал активное участие в общественно-политических событиях. Выступал за прекращение войны. В 1916 году он был арестован за антиавстрийские выступления.
После получения Чехословакией независимости в 1918 году был назначен на должность генерального инспектора армии. В том же году становится членом Революционных народных собраний, где находился до 1919 года. В 1924 году ушёл в отставку с поста генерального инспектора армии из-за конфликта с Масариком.
С середины 1920-х годов стал поддерживать правые партии. В дальнейшем сосредоточил внимание на литературной и переводческой деятельности. Умер в 1942 году в Праге.

## Творчество
В активе автора имеются многочисленные статьи, стихотворные произведения. Популярности стихов способствовала их актуальность, четкая адресованность и смелость.
Махар является автором 3-х сборников под названиями «Confiteor» (1887-1892 годы), в которых он подвергает критике буржуазные порядки. Этому же посвящён роман в стихах «Магдалена» (1894 год).
В сборниках политической лирики «Tristium Vindobona» (1893 год), «Голгофа» (1901 год), «Сатирикон» (1904 год), «Tristium Praga» (1926 год) отразилось разочарование Махаром современной ему действительности.
В поисках идеалов обращался к античности, рассматривая христианство как упадок человеческой культуры - цикл «Совесть веков» (1906-1926 годы). В основу цикла положены сборника «В свете эллинского солнца» и «Яд Иудеи» (оба 1906 года), в которых внутренняя свобода, оптимизм, гармония интересов человека античного мира противопоставляются мрачному аскетизму и культу посмертной жизни христианства. В дальнейших сборниках - «Варвары», «Языческий костёр», «Апостолы» (все 1911 год) поэт обращается к Средневековью, итальянскому Возрождению, Реформации и Контрреформации, представляя эволюцию человечества в виде спирали.
Махар является автором воспоминаний «Исповедь литератора» (1901 год), антиклерикальной публицистики и сатиры: «Рим» (1907 год), «Католические рассказы» (1911 год), «Античность и христианство» (1919 год).
Махар отказывался от изысканности и утонченности формы, пользуется простой строфикой, преимущественно четверостишьями, если же прибегает к более сложным формам (сонет, александрийский стих), лишь усиливают ощущение гротескности.
В его стихах слово лишено метафоричности, ориентируясь главным образом на основное его значение, чем приближает язык поэзии к простому, разговорному языку публицистической прозы.